# Ulrich X. (Regenstein)
Graf Ulrich von Regenstein, in der Zählung auch Ulrich XI. oder der Jüngere (* 1499; † 22. März 1551; begraben in Blankenburg (Harz)) war Regent der Grafschaften Regenstein und Blankenburg im Harz.

## Leben
Er stammte aus dem Geschlecht der Grafen von Regenstein und war der Sohn des gleichnamigen Grafen Ulrich (IX.) von Regenstein († 1524) und der Gräfin Anna von Hohnstein († 1539).
Ulrich musste unter enormen Schicksalsschlägen leiden. Bei einem Besuch in Heldrungen nahm er eine selbstzündende Büchse zur Hand, wobei er nicht merkte, dass sie geladen war. Es lösten sich Schüsse, mit denen er Curt Barth und Günther von Berka tötete. Zur Sühne dieses Unfalls stiftete er 1000 Gulden, die er seinem Schwiegervater Ernst II. von Mansfeld 1524 auszahlte. Dieser überließ die Zinsen den Erben der beiden Getöteten zur Verwendung für mildtätige Zwecke. So kam das Hospital St. Georg in Stolberg (Harz) in den Genuss der jährlichen Zahlungen, die erst durch die Verschuldung der Grafen von Mansfeld in den 1560er Jahren nicht mehr gezahlt wurden.
Ein weiterer Schlag war der frühe Tod seiner ersten Gattin, Barbara Gräfin von Mansfeld (1505–1529), die er 1524 geheiratet hatte. Sie war die Tochter des Grafen Ernst von Mansfeld (1479–1531) und dessen erster Ehefrau Barbara von Querfurt (1483–1511).
Der größte Verlust für Ulrich von Regenstein war jedoch die nächtliche Brandstiftung seines Schlosses in Blankenburg am 19. November 1546. Das Feuer überraschte ihn und seine Familie im Schlaf. Nur mit großen Brandwunden gelang es ihm, sein Leben zu retten. Seine zweite Ehefrau Gräfin Magdalena zu Stolberg (1511–1546), Tochter des Grafen Botho zu Stolberg (1467–1538), kam in den Flammen um.